# ФК ЕКИУ Калояново
ЕКИУ Калояново е български футболен отбор от село Калояново, Пловдивско. Основан е през 1945 г. От 1964 до 1978 година това е единственият отбор в зона „Тракия“, който е двукратен носител на златните медали и званието "Републикански селски шампион" - 1972 и 1977 г. От 1957 до 1985 г. се нарича ДФС „Тракийска слава“, след което е преименуван на „Левски“. През 1991 г. е преименуван на ФК „Калояново“. За последно във В група участва през 1993/94 г. Участва в А ОФГ-Пловдив. От есента на 2006 г. се нарича „ЕКИУ Калояново“. Играе домакинските си мачове на стадион "Асен Гаргов", с капацитет 2000 зрители. Основния екип е синьо-черни фланелки, черни гащета и сини чорапи.

## Известни футболисти
- Георги Бакалски
- Ангел Крушков
- Владимир Чакъров
- Преслав Брайков